# Kosmaj (Pale)
Pour les articles homonymes, voir Kosmaj.
Kosmaj (en serbe cyrillique : Космај) est un village de Bosnie-Herzégovine. Il est situé sur le territoire de la ville d'Istočno Sarajevo, dans la municipalité de Pale et dans la république serbe de Bosnie. Selon les premiers résultats du recensement bosnien de 2013, il compte 11 habitants.

## Géographie
Le village est situé au sud-est du mont Romanija, au bord des rivières Gračanica et Stajnska rijeka.

## Démographie

### Évolution historique de la population dans la localité
| 1948 | 1953 | 1961 | 1971 | 1981 | 1991 | 2013 |
| ---- | ---- | ---- | ---- | ---- | ---- | ---- |
| -    | -    | 90   | 52   | 24   | 14   | 11   |

|  |

### Répartition de la population par nationalités (1991)
En 1991, les 14 habitants du village étaient tous serbes.